# Sudentaival
Albums de Horna
Haudankylmyyden Mailla
(1999) Envaatnags Eflos Solf Esgantaavne
(2005)
Sudentaival est le troisième album studio du groupe de Black metal finlandais Horna. L'album est sorti le 15 mars 2001 sous le label Woodcut Records.
C'est le dernier album du groupe enregistré avec Nazgul von Armageddon au chant.

## Liste des morceaux
1. Synkän Muiston Äärellä - 7:20
2. Sudentaival - 3:20
3. Black Metal Sodomy - 2:17
4. Talventuoja - 3:28
5. Haudanusva - 5:27
6. Skaldiriimu - 3:11
7. Kun Synkkä Ikuisuus Avautuu - 3:22
8. Hautajaisyö - 4:41
9. Noidanloitsu - 4:29
10. Vihasta Ja Arvista - 4:25